# Oxacis trirossi
Oxacis trirossi es una especie de coleóptero de la familia Oedemeridae.
El adulto mide de 7.0 a 9.5 mm. Hábitat ripario.

## Distribución geográfica
Habita en Estados Unidos y México.